# Англосаксонско освајање Британије
Англосаксонско освајање Британије (енгл. Anglo-Saxon settlement of Britain) био је процес насељавања германских племена на острву Велика Британија после повлачења Римљана (407). Овај процес трајао је од почетка 5. до краја 8. века, и завршен је германским освајањем читаве данашње Енглеске и јужне Шкотске, док су Велс и северна Шкотска остали у рукама Келта.

## Историја

### Британија после Римљана
Британија је била провинција Римског царства око 350 година, од 70-их година 1. века до 407. или 410. године, када су 3 римске легије које су је браниле повучене у Италију. Становници римске Британије, већином романизовани Келти који су говорили келтским и писали латинским језиком, у литератури се обично називају Брити или Келтски Бритaнци (енгл. Celtic Britons), како би се разликовали од модерних Британаца, који су већином германског порекла.
Одмах после повлачења легија, шкотска племена из Ирске преплавила су Британију и успоставила малена краљевства на њеној западној обали. Један од ових краљева, који је владао Ирском и делом Британије, био је полулегендарни Вортигерн. Германски најамници, позвани да одбране провинцију од келтских нападача, убрзо су се претворили у пљачкаше, а затим у насељенике, који су током 5. века почели да заузимају упоришта на источној обали Британије. Већина германских досељеника дошла је са полуострва Јиланд, и дела Немачке јужно од њега: припадали су племенима Англа, Саксонаца и Јита, и међусобно су били блиски по језику, обичајима и традицији.
По легенди, 40 година по одласку Римљана, бритонски краљ Кента, Вортигерн, унајмио је двојицу гусарских поглавица, Хенгиста и Хорсу, да бране његов народ од упада Пикта и Шкота. Ови најамници, пореклом Јити из Данске, отерали су нападаче, а затим сами освојили Кент, иако су борбе са Бритима из Кента потрајале пуних 35 година.

### Германско освајање
Од повлачења Римљана 407. па све до 7. века, о историји Британије има мало писаних података. Најбољи извор је хроника велшког монаха Гилдаса, О уништењу Британије (лат. De Excidio Britanniae), писана средином 6. века. Тако нису сачувани писани извори о првим борбама између Брита и Германа, али се на основу трајања германског освајања Британије - пуна 3 века - може закључити да је отпор романизованих Британаца освајачу био снажан и упоран. Ако има историјских основа за постојање легендарног краља Артура, он је свакако био један од британских вођа, који их је водио у борбама за одбрану њихових земаља.
Германи су најпре заузели речне долине на источној обали, док су се романизовани Британци повлачили у више пределе и према западу. Мало помало Германи су напредовали на запад: до 577. стигли су до реке Северн, раздвојивши Брите из Девона и Корнвола - који није освојен све до 8. века - од њихових сународника у Велсу и северозападној Енглеској. Године 613. ове две групе раздвојило је германско освајање Честера.
Тако су до 615. године, после борбе од 150 година, Германи држали читаву данашњу Енглеску, изузев Девона и Корнвола на западу, и Ланкашира, Камберленда и Вестморленда на северозападу земље. Тако су овим напредовањем освајача Келти (Бритонци), прозвани од освајача Велши (од германске речи туђинци), били раздвојени и потиснути у три одвојене области: Кумбрија на северу, Велс на западу и Дамнонија (Девон и Корнвол) на југу земље.

### Германске државе у Британији
На освојеним деловима Британије, Германи су основали сопствена мала краљевства. Мада је три германска племена тешко разлучити, може се рећи да су Јити око 450. године основали краљевство Кент, а Саксонци око 477. Сасекс, а двадесет година касније и Весекс (око 500. године). Најбројнија група, Англи, су око 520. основали  Источну Англију, око 547. Нортамбрију, а крајем 6. века и Мерсију.
Западни Саксони су 577. у бици код Деорама потукли три бритонска краља и заузели њихове земље све до ушћа реке Северн − то је била победа која је раздвојила Дамнонију од Велса. Англи из Нортамбрије су се 613. после велике победе на Деви (Честер) пробили све до Ирског мора, раздвојивши тако Велс од Кaмбрије.

### Дамнонија, Кaмбрија и Велс
Након што су напредовањем Германа изоловани од остатка хришћанске Европе, у преосталим хришћанским областима Британије почело је формирање велшке нације. Становници Велса, Кaмбрије и Дaмноније сматрали су себе јединственим народом, са заједничким језиком и културом, различитим од дошљака и освајача, и већ од 7. века називали су себе Кимри (вел. Cymry), а своју земљу Кимру (вел. Cymru), како Велшани и данас зову себе и своју земљу. Име им долази од бритонске речи combrogi, што значи земљаци. Сама реч Велшани је егзоним, и долази од германске речи Wealh, што је био универзални назив за Келте и Римљане. Реч Влашка има сличну етимологију.
Западни Саксонци потпуно су освојили Дамнонију (келтски Девон и Корнвол) тек на почетку владе краља Егберта (802−839). Већи део Кaмбрије припојен је Нортамбрији до 800. године, док је Стратклајд (њен најсевернији део) тек око 1030. прикључен краљевини Шкотској.
Келтске краљевине у Велсу успеле да се одрже све до краја 13. века: краљ Офа од Мерсије (757−796) утврдио је границу према Велсу дубоким јарком познатим као Офин Шанац. Јужни Велс покорен је тек 1063−1093, а северни Велс тек 1284.

## Последице
У највећем броју случајева, Англосаксонци су поробили или протерали Брите и узели њихову земљу. Области Енглеске које су заузете пре 615. године, постале су земља германских села, чију су земљу обрађивали Германи, слободни сељаци.
У областима које су касније освојене (Девону, Корнволу и келтском краљевству Стратклајд у северозападној Енглеској), Англосаксонци су били освајачи, који су господарили над потчињеним народом, а келтско и британско становништво одржало се у положају кметова. Римска цивилизација била је уништена, изузев хришћанства, а Британија је подељена између Келта и Германа. Док се келтско хришћанство одржало у Велсу, Девону, Корнволу и Стратклајду, Германи су дуго остали пагани. Кент је примио хришћанство директно из Рима тек 597. године, за владе краља Етелберта (584−616),  а Нортамбрија из Ирске за време краља Освалда (633−641).